# Fafá de Belém
Fafá de Belém, pseudonimo di Maria de Fátima Palha de Figueiredo (Belém, 9 agosto 1956), è una cantautrice e attrice brasiliana.

## Biografia
Nata nel 1956 dall'avvocato Joaquim de Figueiredo e da Eneida Palha, appartiene ad una famiglia di classe media superiore di Belém, e fin dall'infanzia si esibiva nelle riunioni di famiglia. Durante l'adolescenza scappava di casa e si esibiva, in collaborazione con gli amici, nei bar e nei locali notturni.
Nel 1973 conobbe Roberto Santana, produttore del Quinteto Violado, che le consigliò di investire nella carriera discografica.
Ha ottenuto notorietà nel 1975, allorché la canzone Son of Bahia, cantata da lei, è stata introdotta nella colonna sonora della telenovela Gabriela. Nel 2011 è stata insignita dal governo portoghese della Medalha de Mérito Turístico de Portugal
Nel corso della sua carriera è arrivata ad includere nel suo repertorio generi più popolari, come sertanejo, brega e soprattutto lambada, ma anche generi romantici. Nel 2015 il valore "Do tamanho certo para o meu sorriso" celebra i 40 anni della sua carriera artistica. Per questo album, ha ricevuto il Prêmio da Música Brasileira.

## Vita privata
Il 5 marzo 1980 ha dato alla luce la sua unica figlia, la cantante Mariana Belém, nata dalla relazione col cantante Raul Mascarenhas. Nel 2011 e nel 2016 Mariana le ha dato due nipotine: Laura e Julia.

## Discografia

### Album in studio
- 1976 - Tamba-Tajá
- 1977 - Água
- 1978 - Banho de Cheiro
- 1979 - Estrela Radiante
- 1980 - Crença
- 1982 - Essencial
- 1983 - Fafá de Belém
- 1985 - Aprendizes da Esperança
- 1986 - Atrevida
- 1987 - Grandes Amores
- 1988 - Sozinha
- 1989 - Fafá
- 1990 - Fafá (Spagnolo)
- 1991 - Doces Palavras
- 1992 - Meu Fado
- 1993 - Do Fundo do Meu Coração

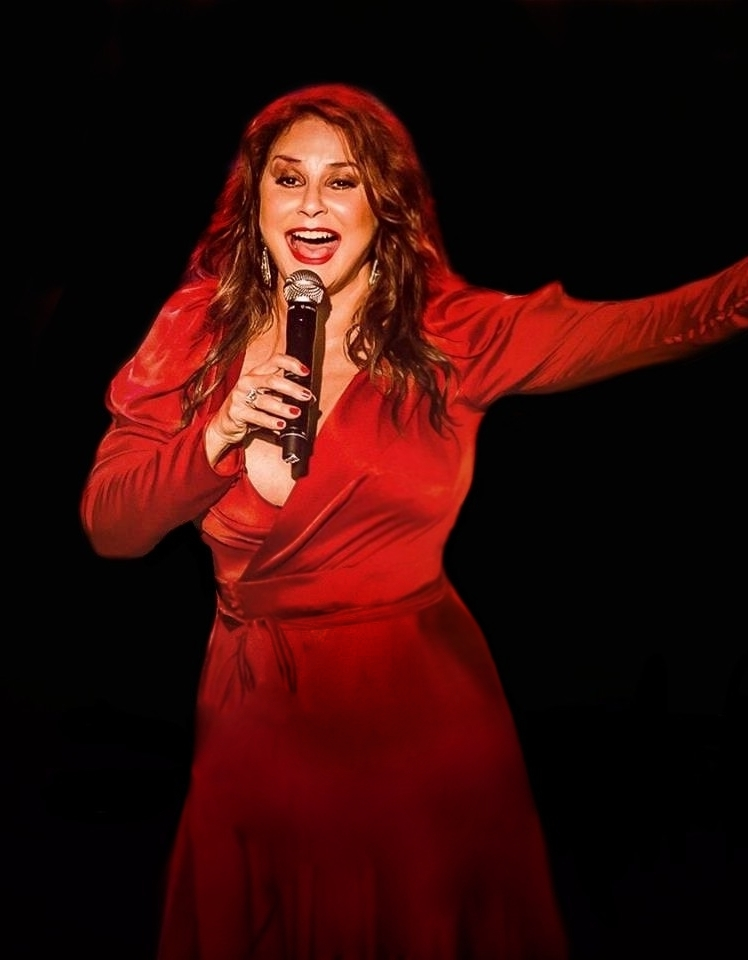
Fafá nel 2014.

- 1994 - Cantiga Para Ninar Meu Namorado
- 1996 - Pássaro Sonhador
- 1998 - Coração Brasileiro
- 2000 - Maria de Fátima Palha de Figueiredo
- 2002 - Fafá de Belém do Pará - O canto das águas
- 2005 - Tanto mar - Fafá de Belém canta Chico Buarque
- 2006 - Tanto mar - Fafá de Belém canta Chico Buarque (Italia)
- 2015 - Do Tamanho Certo para o Meu Sorriso

### Album dal vivo
- 1995 - Fafá ao Vivo
- 2002 - Piano e voz - ao vivo
- 2007 - Fafá de Belém - ao vivo
- 2017 - Do Tamanho Certo para o Meu Sorriso - Ao Vivo

### Collaborazioni
- 1979 - 5 stelle (duetto con Antonio Infantino, dall'album La tarantola va in Brasile)

## Filmografia

### Cinema
- Prohibidu's, regia di Júlio Maria Pessoa - cortometraggio (1999)
- Garotas do ABC, regia di Carlos Reichenbach (2003)
- Ruas Rivais, regia di Márcio Loureiro (2014)
- Encantados, regia di Tizuka Yamasaki (2014)
- De Perto Ela Não é Normal, regia di Cininha de Paula (2020)
- Doppio papà (Pai em Dobro), regia di Cris D'Amato (2021)

### Televisione
- Plunct, Plact, Zuuum, regia di Paulo Netto e Augusto Cesar Vanucci – film TV (1983)
- Caminhos do Coração – serial TV, 87 episodi (2007-2008)
- A Força do Querer – serial TV, 8 episodi (2017)
- Vai que Cola – serie TV, episodio 6x30 (2018)
- Férias em Família – serie TV, episodi 1x01-1x05-1x07 (2019)
- IndependênciaS – serie TV, episodio 1x01 (2022)